# 10-та окрема гірсько-штурмова бригада (Україна)
10-та окрема гірсько-штурмова бригада «Едельвейс» (10 ОГШБр, в/ч А4267, пп В3950) — військове з'єднання у складі Сухопутних військ Збройних сил України. Базується в м. Коломия. Бригада була сформована у місті Біла Церква 1 жовтня 2015 року.
Основним призначенням бригади є ведення бойових дій у гірсько-лісистій місцевості.

## Історія

### Формування
На початковому етапі було створено 10-й гірсько-піхотний полк, який базувався в Чернівцях. 21 вересня 2015 року, на пресконференції в Івано-Франківську, військові оголосили про прийняття рішення сформувати нову гірсько-штурмову бригаду під номером 10. Місцем для дислокації було обрано стару військову базу в м.Коломия. Командиром бригади став герой України підполковник Василь Зубанич, який раніше командував 15-м окремим гірсько-піхотним батальйоном та вже власне 10-м гірсько-піхотним полком.
Перший набір — 1000 добровольців на контрактній основі — розпочали підготовку у Білій Церкві в очікуванні, коли в Коломиї буде підготовлено відповідну базу.
Після проходження бойового злагодження на полігонах, з травня 2016 виконувала завдання в Донецькій області.
24 серпня 2016 року на День Незалежності у Києві президент України Петро Порошенко вручив командиру бригади підполковнику Василю Зубаничу бойовий прапор бригади.
Перший навчальний вихід у гори бійці бригади здійснили 13 січня 2017 року, взявши гору Великий Верх. Підйом тривав 8 годин. У другій половині лютого того ж року, військовослужбовці бригади піднялись на Говерлу, встановивши на вершині Державний прапор на честь загиблих на Дебальцевському плацдармі. Йшли наверх 5 годин, спускались 2 години.
У лютому 2016 року прийнято рішення щодо створення на Буковині окремого гірсько-штурмового батальйону чисельністю 150 осіб. Спільною директивою Міністерства оборони України та Генерального штабу Збройних Сил України визначено місце його дислокації: на фондах військового містечка № 3 в Чернівцях (вул. М.Олімпіади, 6) та військової частини В2235 (8-й окремий мотопіхотний батальйон).
У березні 2016 року з'явилося повідомлення, що добровольчий батальйон «Айдар» та «Донбас-Україна» увійдуть до складу новоствореної 10 гірсько-штурмової бригади. У січні 2017 року стало відомо, що ці підрозділи виведені зі складу бригади. За час, проведений у зоні бойових дій на Донбасі під час першої ротації, бригада втратила 22 людини загиблими.
4 травня 2018 року після виконання бойового завдання на Донбасі бригада повернулася до місця постійної дислокації. Бійців урочисто зустріли біля міської ратуші в Коломиї. Протягом дев'яти місяців бійці 109, 108 та 8 батальйону тримали оборону на передовій — біля Попасної, Золотого.
24 серпня 2018 року на День Незалежності України, Президент Петро Порошенко вручив бойові прапори 8-му, 108-му, 109-му окремим гірсько-штурмовим батальйонам. Таким чином 10 окрема гірсько-штурмова бригада єдина в Збройних силах України, в якій всі окремі частини мають бойові прапори.

### Російське вторгнення в Україну (2022)
З 25 лютого до 6 березня воїни з полігону в Новояворівська переїхали на Волинський напрямок. Там бійці мали завдання — не допустити ймовірного наступу РФ з території Білорусі.
З 25 лютого 2022 року 8 окремий гірсько-штурмовий батальйон перебував на Київському напрямку в резерві командувача Сухопутними військами ЗСУ. У березні воїни 10 ОГШБр проводили штурмові дії та взяли під свій контроль кілька населених пунктів — Рудницьке, Лук'янівка, Лукаші.
Після визволення півночі України, 10 ОГШБр була переведена на Донеччину. Там бригада брала участь в обороні Соледара і прилеглих районів.
14 лютого 2023 року бригаді присвоєно почесне найменування «Едельвейс».
5 травня 2023 року бригада відзначена почесною відзнакою «За мужність та відвагу».
Підрозділ «Шквал» одним з перших увійшов в Курську область в рамках Курської операції 
14 січня 2025 військові 10-ї бригади "Едельвейс" відбили масований наступ російської армії на Сіверському напрямку. Було знищено 2 БМП, 39 мотоциклів, 2 квадроцикли, 2 авто, 16 FPV-дронів та 1 антену. Ліквідовано 52 ворогів і 12 поранено .

## Навчання та діяльність

### Військово-тактична і гірська підготовка
Перший навчальний вихід у гори бійці бригади здійснили 13 січня 2017 року, взявши гору Великий Верх. Підйом тривав 8 годин. У другій половині лютого того ж року, військовослужбовці бригади піднялись на Говерлу, встановивши на вершині Державний прапор на честь загиблих на Дебальцевському плацдармі. Йшли наверх 5 годин, спускались 2 години.
У липні 2017 року підрозділи бригади тренувалися з подолання водних перешкод. В районі м. Ржищів ними було форсовано Дніпро, де річка має ширину 5 км. Понтонери обладнали два пороми ПММ-2М, вантажопідйомністю по 170 тонн кожний, які човниковим методом здійснили переміщення військовослужбовців та військової техніки на протилежний берег. Також були задіяні плаваючі транспортери ПТС-2, понтонно-мостові автомобілі для транспортування через воду танків та іншої бронетехніки.
28 липня 2018 року група військовослужбовців бригади під час власної відпустки піднялася на найвищу гору Європи — Монблан.
Влітку 2019 року на Рівненському полігоні бійці 8-го батальйону брали участь в заняттях під керівництвом військових інструкторів з Великої Британії і Данії в рамках навчально-тренувальної місії «Orbital». Заняття за шістьма модулями включали вогневу та інженерну підготовку, виживання, військову топографію, радіозв'язок, тактичну медицину та пересування під час бою. В рамках співробітництва британські інструктори, більшість з яких має досвід участь в бойових операціях в Іраку і Афганістані, навчали українських військових діям в обороні зу сучасними стандартами НАТО. Загалом цей вишкіл пройшли понад 1000 гірських штурмовиків.[джерело?]
В серпні 2018 року на Ужгородському полігоні відбулася зустріч військових 10 ОГШБр з представниками Збройних сил Італії. Протягом кількох тижнів проводилися спільні навчання та змагання. Разом з італійськими військовими українські гірські штурмовики долали перешкоди з використанням альпіністського спорядження, спускалися по скелистій місцевості, займали вогневі позиції та вели вогонь по умовних цілях противника.[джерело?]
У червні 2019 р. відбулася кількаденна альпініада. З Коломиї група вирушила до Ворохти, звідти через базу «Заросляк» на гору Говерла. В урочищі Перемичка бійці розмістилися на ночівлю, встановили намети, а наступного дня організували заняття: в'язання вузлів, відпрацювали техніки подолання різноманітних перешкод, ставили перила, натягували поліспас, долали яри та схили. Наступного дня група продовжила рух за здалегідь розробленим маршрутом: полонини Скопеська, Головчевська, гора Петрос. Перша група (7 військовослужбовців) о 3:00 ранку почала нічне сходження і першою зійшла на гору. Основна група (17 військовослужбовців) підійшла ближче 9:00 ранку. Далі маршрут пролягав через полонину Шиса до населеного пункту Ясіня, а звідти — до Коломиї. Загалом військові тоді подолали горами більше 30 кілометрів.[джерело?]
В липні 2019 р. у військовослужбовців бригади розпочалися кількамісячні українсько-американські навчання «Rapid Trident 2019» на базі Міжнародного центру миротворчості та безпеки Національної академії сухопутних військ імені гетьмана Петра Сагайдачного. Бійці бригади протягом трьох місяців тренувалися за програмою «Багатонаціональної об'єднаної групи з підготовки — Україна» (JMTG-U). Участь взяли також іноземні військові інструктори, які входять до складу JMTG-U, представники командування НАСВ. Навчання планували американські інструктори із 101-ї повітрянодесантної дивізії «Клекотливі орли» (англ. Screaming Eagle) та колеги із Канади, Данії та Польщі.[джерело?]
На початку вересня 2019 р. гірські штурмовики здійснили сходження на Говерлу разом зі своїми партнерами зі 101-ї повітрянодесантної дивізії армії США, а також з військовими Литви і Польщі. Загалом до групи увійшло 30 чоловік. Протяжність маршруту склала понад 10 км. Підйом зайняв 2,5 год.[джерело?]
Того ж року спершу 23 серпня на День державного прапора, а потім вдруге 23 вересня на Говерлу підіймався військовий оркестр «Едельвейс» 10 ОГШБр. Якщо першого разу музиканти виконали на найвищій точці України Державний Гімн і записали відеопривітання з Днем Незалежності, то друге сходження стало офіційним рекордом. Оркестр тоді виконав гуцульський марш, буковинське попурі, гімн бригади, гімн нової української армії. Подія була офіційно зареєстрована в Національному реєстрі рекордів України як «Концертна програма, виконана військовим оркестром на найвищій точці України». Бригада отримала пам'ятний диплом.[джерело?]
У жовтні 2019 року група бійців «Десятки» взяла участь у Нічному Чорногірському марафоні. Це випробування полягає в тому, щоб пройти майже 56 км підйомами та спусками і всіма горами-двохтисячниками України, а саме село Кваси — гора Петрос — гора Говерла — гора Смотрич — табір «Білий Слон». Фініш учасникам зараховувався, якщо вони змогли вкластися у 24 години. Бійцям «Десятки» в середньому знадобилося 17 годин.[джерело?]
У березні 2020 року відбулося особливе сходження на Говерлу, присвячене Дню українського добровольця. Подію спланували по-особливому. Зі сторони Закарпаття сходження здійснювали колеги з 128-ї окремої гірсько-штурмової бригади, а з Прикарпаття — бійці 10-ї окремої гірсько-штурмової бригади, участь взяли і працівники Прикарпатського загону ДСНС.[джерело?]

## Традиції

### Почесні назви
14 лютого 2023 року, «зважаючи на зразкове виконання покладених завдань під час захисту територіальної цілісності та незалежності України», указом президента України № 80/2023 бригаді присвоєне почесне найменування «Едельвейс».

### Символіка

Нарукавний знак бригади

Нарукавні знаки бригади та батальйонів було затверджено 2 листопада 2018 року. Символом бригади є емблема гірсько-піхотних частин (білотка та схрещені бартки) на щитку з номером бригади римською цифрою «Х» у нижній частині. 9 листопада наказом командира для всіх підрозділів бригади, включно з окремими частинами, затверджено девіз — «Зі щитом, або на щиті».

### Музика
Гімн бригади — пісня «Подай зброю». Її автором є ветеран бригади Гліб Бабич, пісня написана разом із українським рок-гуртом Kozak System у 2018 році.
Бригада має військовий оркестр «Едельвейс». Створений 16 березня 2016 року, через пів року після створення бригади. Його очолив Віктор Сумрій, тоді — молодший лейтенант, випускник НАСВ ім. гетьмана Петра Сагайдачного (спеціальність військовий диригент).[джерело?]

### Меморіал «Кожному поколінню своя війна»
14 жовтня 2019 року в День захисника України та Покрови Пресвятої Богородиці в Коломиї біля військового містечка бригади відкрили меморіал «Кожному поколінню своя війна». На великій скельній брилі стоять вилиті у бронзі три постаті солдатів. Один із них одягнутий у однострій періоду Другої світової війни, інший у «Афганку», а між ними, немов з'єднуючи покоління, стоїть боєць ЗСУ. Зліва і справа від цієї композиції розміщені стели, на яких увінчено прізвища загиблих бійців бригади. І вінчає все це металевий хрест із соколом, що зображений у вигляді тризуба. На відкриття завітав і представник армії США сержант-майор Фуллер. У роковини загибелі бійців бригади на цьому місці лунає Дзвін Пам'яті. Військовослужбовці, представники громади та духовенства разом вшановують пам'ять героїв, моляться та покладають квіти до меморіалу.[джерело?]
У грудні 2019 комплекс доповнили ще одним елементом — закарбованою на граніті молитвою українського націоналіста.[джерело?]

## Структура
- 8 окремий гірсько-штурмовий батальйон (в/ч А 3029, м. Чернівці)[20]
- 108 окремий гірсько-штурмовий батальйон (в/ч А 3715)[8]
- 109 окремий гірсько-штурмовий батальйон (в/ч А 3892)[21]
- 1-й мотопіхотний батальйон
- підрозділ «Шквал» [16]
- танковий батальйон
- зенітно-ракетний артилерійський дивізіон
- бригадна артилерійська група
  - батарея управління та артилерійської розвідки
  - артилерійський дивізіон
  - самохідний артилерійський дивізіон
  - реактивний артилерійський дивізіон
  - протитанковий артилерійський дивізіон
- ББпС «Стриж»[22]
  - рота ударних безпілотних авіаційних комплексів "Тайстра"[23]
- рота ПТРК[24]
- підрозділ полігону

## Оснащення
MO-120-RT61

## Командири
- 2015—2020: полковник Зубанич Василь Іванович
- 2020—2022: полковник Котлик В'ячеслав Юрійович
- 2022—2023: полковник Сидоренко Михайло Павлович[26]
- 07.2023—04.2025: полковник Дармограй Роман Анатолійович[27]
- з 04.2025: полковник Потєшкін Володимир Олександрович[28]

## Нагороди та досягнення

### Нагороджені
Найвищими державними нагородами відзначені:
- Зубанич Василь Іванович — полковник, командир, Герой України.
- Чорний Іван Іванович — старший солдат. Герой України (2024).[29]

### Досягнення
- За підсумками 2018 року 10-та окрема гірсько-штурмова бригада визнана кращою в оперативному командуванні «Захід».[11]
- 23 вересня 2019 р. Національний Реєстр Рекордів України зареєстрував новий рекорд — виконана концертна програма на найвищій точці України. Військовий оркестр «Едельвейс» виконав концертну програму на найвищій точці України — горі Говерлі.
- У жовтні 2019 р. атлети з кадрового резерву 10-ї окремої гірсько-штурмової бригади встановили новий рекорд України з перетягування особливо важкої техніки. Спочатку вчотирьох, а потім втрьох вони посунули справжній бойовий танк Т-72 вагою у понад 40 тонн. Загалом у першій спробі українські силачі прокотили танк на відстань 3 метри 35 см. А втрьох — на відстань 1 м 55 см. Усі досягнення атлетів були зафіксовані експертом національного реєстру рекордів України.

## Втрати
Станом на осінь 2020 року, бригада втратила загиблими 34 військовослужбовців.

## В культурі
- 2018 року український гурт Kozak System написав пісню «Подай зброю» на слова поета та бійця 10 ОГШБр Гліба Бабіча, яку називають гімном «едельвейсів».[31]

### Офіційні ресурси
- Facebook

### Відео
- Гимн 10 Отдельной горно-штурмовой бригады. // Roman Donik, 2018
- 10-й гірсько-штурмовій 2 роки // Військове телебачення України, 2017
- Гірська піхота: «Едельвейс» // Генеральний штаб ЗСУ, 2017
- "Едельвейс"переходить у наступ [Архівовано 19 лютого 2020 у Wayback Machine.] // Військове телебачення України, 2017
- Переправа гірсько-штурмових підрозділів через Дніпро [Архівовано 19 лютого 2020 у Wayback Machine.] // Військове телебачення України, 2017
- БЕРЕГ ЛІВИЙ — БЕРЕГ ПРАВИЙ // Військове телебачення України, 2017

### Фото
- Як проходить гарт гірських штурмовиків: день тренувань з бійцями 10-ї бригади. [Архівовано 3 жовтня 2017 у Wayback Machine.] // kurs.if.ua, 2017